# Туђе главе
„Туђе главе” је југословенски ТВ филм из 1968. године. Режирала га је Огњенка Милићевић а сценарио је написао Marcel Aymé.

## Улоге
| Глумац            | Улога |
| ----------------- | ----- |
| Милутин Бутковић  |       |
| Маја Димитријевић |       |
| Ђорђе Јелисић     |       |
| Ружица Сокић      |       |
| Бора Тодоровић    |       |